# ماركوس جودينهو
ماركوس جودينهو (بالإنجليزية: Marcus Godinho) هو لاعب كرة قدم كندي في مركز الهجوم، ولد في 28 يونيو 1997 في كندا. شارك مع منتخب كندا تحت 18 سنة لكرة القدم ومنتخب كندا تحت 20 سنة لكرة القدم ومنتخب كندا لكرة القدم. أما مع النوادي، فقد لعب مع Toronto FC II ‏.

## وصلات خارجية
- ماركوس جودينهو على موقع الدوري الأمريكي (الإنجليزية)
- ماركوس جودينهو على موقع قاعدة بيانات كرة القدم.إي يو (الإنجليزية)
- ماركوس جودينهو على موقع ناشيونال فوتبول تيمز (الإنجليزية)
- ماركوس جودينهو على موقع Soccerbase.com (لاعب) (الإنجليزية)
- ماركوس جودينهو على موقع Soccerway.com (الإنجليزية)
- ماركوس جودينهو على موقع عالم كرة القدم.نت (الإنجليزية)